# Mário Coluna
Mário Esteves Coluna (Inhaca, 1935. augusztus 6. – Maputo, 2014. február 25.) mozambiki származású világbajnoki bronzérmes portugál válogatott labdarúgó, középpályás.

## Pályafutása

### Klubcsapatban
1951 és 1954 között a mozambiki Desportivo Lourenço Marques labdarúgója volt. Innen került Portugáliába, a Benfica csapatához, ahol tíz bajnoki címet és hét portugál kupa győzelmet szerzett a csapattal. Tagja volt 1961-ben és 1962-ben bajnokcsapatok Európa-kupája győztes együttesnek. Az 1970–71-es idényben a francia Olympique Lyonnais játékosa volt. A következő idény végén a portugál Estrela de Portalegre csapatában fejezte be labdarúgó pályafutását.

### A válogatottban
1955 és 1968 között 57 alkalommal szerepelt a portugál válogatottban és nyolc gólt szerzett. A csapatkapitánya volt az 1966-os angliai világbajnokságon bronzérmet szerzett csapatnak.

### Sportvezetőként
Mozambik 1975-ös függetlenné válása után a Mozambiki labdarúgó-szövetség elnöke lett. 1994 és 1999 között a sportért felelős miniszter volt hazájában.

## Sikerei, díjai
Benfica
- Bajnokcsapatok Európa-kupája
  - győztes: 1960–61, 1961–62
  - döntős: 1962–63, 1964–65, 1967–68
- Portugál bajnokság (Primeira Divisão)
  - bajnok: 1954–55, 1956–57, 1959–60, 1960–61, 1962–63, 1963–64, 1964–65, 1966–67, 1967–68, 1968–69
- Portugál kupa (Taça de Portugal)
  - győztes: 1955, 1957, 1959, 1962, 1964, 1969, 1970
  - döntős: 1958, 1965

 Portugália
- Világbajnokság
  - bronzérmes: 1966, Anglia